# Edward Seymour, 1.º Duque de Somerset
Edward Seymour, 1.º Duque de Somerset KG PC (c. 1500 – 22 de janeiro de 1552) (também: 1.º Conde de Hertford, 1.º Visconde Beauchamp), também conhecido como Edward Semel, foi um militar e político inglês, o irmão mais velho da rainha Joana Seymour, terceira esposa do rei Henrique VIII de Inglaterra. Era tio do rei Eduardo VI e serviu como Lorde Protetor durante a minoridade do sobrinho de 1547 até 1549.

## Vida
Seymour nasceu por volta de 1506, filho de Sir John Seymour e Margery Wentworth, uma celebrada beleza, imortalizada na obra de John Skelton. O primeiro casamento de Edward, com Catharine Fillol, foi anulado quando foi descoberto que ela estava tendo um affair com o pai. O seu segundo casamento foi com Anne Stanhope. 
Edward era o irmão mais velho de Joana Seymour, que se tornaria a terceira rainha consorte de Henrique VIII. Quando Jane casou com o rei em 1536, Seymour foi criado Visconde Beauchamp, em 5 de junho, e em 15 de outubro de 1537 Conde de Hertford. Ele tornou-se diretor da Scottish Marches e continuou a ter o favor do rei após a morte de sua irmã, em 1537. O sobrinho de Seymour tornou-se Eduardo VI de Inglaterra depois da morte do pai. Edward Seymour manteve grande influência sobre o jovem rei, em cujo nome ele governou o país, e foi criado Duque de Somerset em 15 de fevereiro de 1547, no início do reinado de Eduardo VI. 
Na sequência da sua vitória sobre os escoceses, na Batalha de Pinkie Cleugh, a sua posição parecia inatacável. No entanto, os irmãos Seymour (Edward e Thomas) tinham acumulado inimigos e rancores durante o seu tempo de poder real, e, pouco depois do seu irmão Thomas cair em desgraça em 1548, Edward também caiu. A sua posição foi tomada por John Dudley, 1.º Conde de Warwick, depois 1.º Duque de Northumberland, e as suas propriedades (tais como a Somerset House, o Castelo de Sleaford e o Castelo de Berry Pomeroy) foram confiscadas pela Coroa, e ele foi executado por traição em Tower Hill, em 22 de janeiro de 1552. 

## Descendência
O condado mais tarde foi temporariamente reconquistado pelo filho, Edward Seymour, 1.º Conde de Hertford. E seu filho Edward Seymour acabou por se casar com Catarina Grey, uma bisneta do Rei Henrique VII da Inglaterra.